# Сосновка (Храбровське сільське поселення)
Сосновка (рос. Сосновка) — селище Гур'євського міського округу, Калінінградської області Росії. Входить до складу Храбровського сільського поселення.
Населення —  527 особи (2015 рік). 

## Населення
| 2002 | 2010 |
| ---- | ---- |
| 394  | ↗527 |